# Maozhuang (köping i Kina, Henan, lat 34,87, long 113,62)
Maozhuang (kinesiska: 毛庄, 毛庄镇) är en köping i Kina. Den ligger i provinsen Henan, i den centrala delen av landet, omkring 12 kilometer norr om provinshuvudstaden Zhengzhou. Antalet invånare är 49 766. Befolkningen består av 25 142 kvinnor och 24 624 män. Barn under 15 år utgör 21,0 %, vuxna 15-64 år 71 %, och äldre över 65 år 7,0 %.
Genomsnittlig årsnederbörd är 604 millimeter. Den regnigaste månaden är juli, med i genomsnitt 133 mm nederbörd, och den torraste är januari, med 5 mm nederbörd.